# Ямато (держава)

Держава Ямато (позначено зеленим кольором).

Держава Ямато (яп. 倭 — ямато, «[країна] карликів»; 大和 — ямато, «велика гармонія») — історичне державне утворення в Японії, яке виникло у районі Ямато (суч. префектура Нара) регіону Кінкі у 3-4 століттях. Існувало впродовж однойменного періоду Ямато до 8 століття, поки не було перейменоване на «Японію».

## Походження
Питання походження держави Ямато дуже складне, оскільки немає історичних письмових джерел які б засвідчили її появу. Усі припущення ґрунтуються на працях археологів. Останні асоціюють виникнення і утвердження влади яматоських королів на Японських островах із поширенням культури курганів яматоського типу у період Кофун на більшій частині архіпелагу. Ряд дослідників намагається пов'язати становлення держави Ямато із протодержавним вождівством Яматай і його «королівною» Хіміко. Однак цій гіпотезі бракує аргументів.
Згідно з японською міфологією творцем держави Ямато є богиня Сонця Аматерасу, яка, вручивши своєму онуку Нініґі докен Кусанаґі, нефритову маґатаму Ясаканіта та дзеркало Ята, як символи священної влади, відправила його з Неба на Землю правити й керувати Японією. У супроводі кількох богів Нініґі спустився на гору Такатіхо (Кюсю), розпочавши тим самим правління небесних божеств на Землі. Його правнук Дзімму став першим японським імператором, започаткувавши династію, що веде, таким чином, свій родовід від богині Аматерасу.
Воцаріння Дзімму японська міфологія датує 11 лютого 660 р. до н. е., проте реальне зародження держави Ямато науковці відносять до рубежу ІІІ‒IV ст. н. е..
Походження Ямато мало військовий характер, та конкретне відтворення цих подій залишається предметом дискусій між прихильниками двох найпоширеніших теорій.
Перша теорія бере за основу японську міфологію й базується на тезі про «східний похід» першого імператора Дзімму з острова Кюсю на Хонсю, завоювання нових територій і утворення Ямато у 295‒300 р. н. е. безпосередньо протояпонцями. Друга «теорія вершників» приписує утворення держави Ямато кочовикам Східної Маньчжурії, які в ІІ‒ІІІ ст. вторглися до Японії через Корею, підкорили місцеві племена і, поваливши шамансько-теократичну владу місцевих царів, утворили тут мілітаризовану державу на зразок кочових континентальних імперій. На доказ цієї гіпотези подають матеріали археологічних досліджень і свідчення норіто (тексти заклинань і молитов).

## Назва
Існують різні припущення щодо значення слова «Ямато», але точне невідоме. Стародавні японці не мали писемності до прийняття китайської ієрогліфіки, тому не змогли залишити нащадкам пояснення назви їхньої країни. З прийняттям ієрогліфів «Ямато» записували знаком 倭 («карлик»), яким китайці зневажливо позначали жителів Японського архіпелагу, але з 5-6 століття таке написання було замінене на вишуканіше 大和 («велика гармонія»). Врешті-решт у 8-9 століттях офіційна назва держави і династії Ямато була змінена на «Ніппон» (日本, «основа сонця»).
Незважаючи на перейменування, слово «Ямато» не вийшло з ужитку. Воно продовжувало використовуватися у середньовіччі та у новий час для позначення «Японії» насамперед у приватному листуванні або релігійних обрядах синто. Для більшості мешканців Японських островів «Ямато» втратило зневажливий відтінок давнини, яке надали йому китайці. Воно стало поетичною назвою країни, на зразок «України-Руси» в Україні.

## Політика держави
Давньояпонська держава Ямато була досить агресивним утворенням. З 4 по 6 століття яматоські монархи підкорили собі західні, центральні та більшість східних земель острова Хонсю, завоювали острів
Сікоку та поставили під свій контроль північ острова Хонсю. З проникненням на Японський архіпелаг китаєцентричної політичної філософії, правителі Ямато почали розглядати сусідні племена як варварів, яких необхідно «повертати» під монаршу руку. З 6 по 9 століття яматосці вели постійні війни на півночі острова Хонсю з племенами еміші (прото-айнами) та кумасо і хаято на півдні Кюсю. Результатом такої політики стало винищення або асиміляція цих народів.
Ямато також проводило активну зовнішню політику, зокрема у Кореї. Його постійним союзником була держава Пекче, яка воювала проти сусідів — Сілла і Когурьо. Проте у 663 році яматоські та пекчеські війська були розгромлені коаліційною армією Тан і Сілла. Японці зреклися амбіцій щодо Корейського півострова і зосередилися на внутрішньополітичних проблемах.